# 学校前駅
学校前駅（がっこうまええき）は、福岡県久留米市宮ノ陣町大杜にある西日本鉄道（西鉄）甘木線の駅。駅番号はA10。
駅名は付近にある久留米市立宮ノ陣小学校に由来する。

## 歴史
- 1915年（大正4年）10月15日：三井電気軌道の宮ノ陣学校前駅として開業。
- 1924年（大正13年）6月30日：合併により九州鉄道の駅となる。
- 1939年（昭和14年）12月31日：学校前駅と改称。
- 1942年（昭和17年）
  - 9月19日：九州電気軌道に合併。同社の駅となる。
  - 9月22日：九州電気軌道が西日本鉄道に社名変更。
- 1968年（昭和43年）：駅舎改築。
- 2008年（平成20年）5月18日：ICカードnimoca供用開始。
- 2014年（平成26年）3月22日：無人化[1]。
- 2017年（平成29年）2月1日：駅ナンバリングを導入[2]。
- 2021年（令和3年）4月1日：駅集中管理システムを導入[3][4]。

## 駅構造

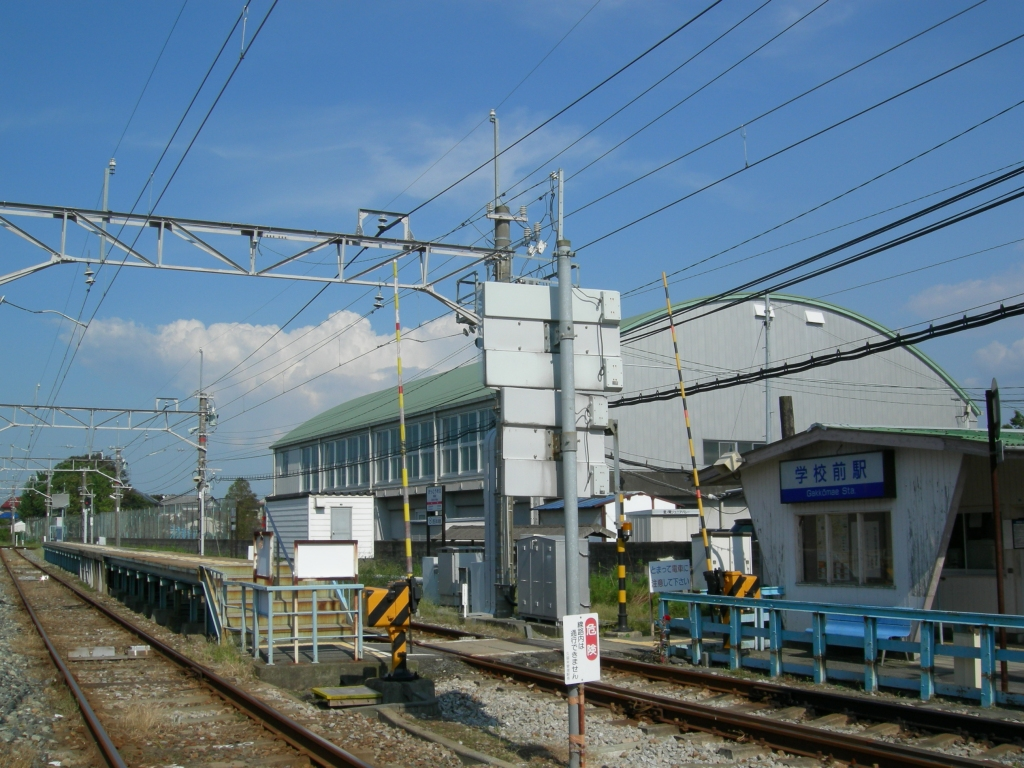
ホーム全景（2006年9月）

島式ホーム1面2線を有する地上駅。どちらからでも両方の線路に進入可能で、折り返しも可能であるが折り返し列車の設定はない。ホームはかなり狭く、構内踏切がある。
かつては退職者の再雇用による有人駅で、他の駅では子会社の西鉄ステーションサービスが駅務を担当する体勢であったため、天神大牟田線系統では最後の直営駅であった。また、西鉄電車教習所で唯一、駅務員養成教育にも利用される駅であった。その後西鉄ステーションサービスの管轄となり、現在は無人駅である。
| ホーム | 路線        | 方向 | 行先                       | 備考 |
| ------ | ----------- | ---- | -------------------------- | ---- |
| 1      | ■西鉄甘木線 | 上り | 宮の陣・久留米・大牟田方面 |      |
| 2      | ■西鉄甘木線 | 下り | 甘木方面                   |      |

## 利用状況
2024年度の1日平均乗降人員は354人である。各年度の1日平均乗車および乗降人員は下表のとおり。
| 年度               | 1日平均 乗車人員 | 1日平均 乗降人員 |
| ------------------ | ---------------- | ---------------- |
| 2007年             | 156              | 312              |
| 2008年             | 142              | 290              |
| 2009年             | 137              | 279              |
| 2010年             | 140              | 288              |
| 2011年             | 145              | 291              |
| 2012年             |                  | 312              |
| 2013年             | 156              | 319              |
| 2014年             | 148              | 316              |
| 2015年             | 161              | 336              |
| 2016年             | 189              | 368              |
| 2017年             | 181              | 348              |
| 2018年             | 181              | 351              |
| 2019年             | 167              | 352              |
| 2020年             |                  | 271              |
| 2021年             |                  | 338              |
| 2022年             |                  | 356              |
| 2023年（令和05年） |                  | 339              |
| 2024年（令和06年） |                  | 354              |

## 駅周辺
住宅が多い。
- 久留米市立宮ノ陣小学校
- 久留米市立宮ノ陣中学校
- 久留米大杜簡易郵便局
- JAくるめ宮ノ陣支所

## バス路線
- 2007年3月29日までの毎週月・木曜日に1日5往復の試験運行をしていた久留米市コミュニティバス・千歳エリア宮ノ陣ルートのJAくるめ宮ノ陣支所バス停が駅前にあった。
- 九州自動車道宮の陣バス停 - 徒歩10分。

## 隣の駅
西日本鉄道
■甘木線
五郎丸駅 (A11) - 学校前駅 (A10) - 古賀茶屋駅 (A09)
1948年11月9日までは、隣の古賀茶屋駅との間に鯉段停留場があった。